# Traskens
Traskens är en svensk humorserie av Jonas Darnell som Publicerades i tidningen Svenska Serier 1987–92. Den handlar om ett trepersoners grabbkollektiv. Serien är delvis självbiografisk och baseras på tecknarens liv med två vänner i Helsingborg under studietiden. Traskens fick medaljplats i Dagens Nyheters serietävling 1986.

## Fotnoter
1. ↑  Svenska Serier, Flashbacks forum